# Zeegroen walstro
Zeegroen walstro (Galium glaucum, synoniem: Asperula glauca) is een vaste plant, die behoort tot de sterbladigenfamilie (Rubiaceae). De soort staat op de Nederlandse Rode Lijst van planten als verdwenen. De plant kwam tot 1921 in Zuid-Limburg in het grasland langs de Maas voor en komt nu nog voor in België, zij het als zeer zeldzaam.
De plant wordt 15-30 cm hoog. De zes tot negen enkelvoudige, lancetvormige blaadjes zijn 1-4 cm lang, 0,5-2 mm breed en schijnbaar sterbladig. Eigenlijk zijn er maar twee blaadjes, de overige zijn steunblaadjes die echter een soortgelijke vorm en functie hebben. Ze staan als spaken rond een wiel. De stengel is rond.
Zeegroen walstro bloeit in mei en juni. De 1-2 mm lange kroonbuis is wit. De kroonslippen zijn even lang of iets langer dan de kroonbuis. De bloem heeft bij verwelken geen toffeegeur dit in tegenstelling tot die van lievevrouwebedstro (Galium odoratum). De bloeiwijze is een bijscherm.
De gladde vrucht is een kogelvormige, tweedelige splitvrucht en is 2-3 mm groot.
De plant komt voor op droge, matig voedselrijke grond langs bosranden, in grasland en op rotsachtige grond.

## Namen in andere talen
- Duits: Blaugrünes Labkraut
- Engels: Glaucous Bedstraw, Sweet Woodruff, Waxy Bedstraw
- Frans: Gaillet glauque